# Drots
Drots var ett medeltida och tidigmodernt nordiskt ämbete vars innehåll förändrades över tid. Förenklat kan man säga att den svenska drotsen hade uppgifter som motsvarade vad dagens justitieminister gör.
Ordet är belagt i fornsvenska som drotzet och forngutniska som drotseti, och betydde från början 'ekonomisk administratör, överhovmästare'. Etymologin är oklar, och ordet kan vara nordiskt eller inlånat från medellågtyska, och är i vilket fall som helst starkt påverkat av det senares druczate. Möjligen är ordet besläktat med drott.

## Medeltiden
Ämbetet är första gången känt i Norge under 1200-talet, då som benämning på kungens köksmästare. I Sverige omtalas en drots första gången 1276, då ordet redan syftar på ett högre ämbete, inte en av kungens personliga tjänare. Under kung Magnus Ladulås tid belägger källorna tre drotsar. Ulf Karlsson var drots år 1276, Knut Matsson 1280 och Magnus Ragvaldsson 1288. Under Birger Magnusson utsåg såväl konungen som hertigarna varsin egen drots.
Under 1300-talet blev drotsämbetet det högsta ämbetet näst efter kungen. När denne av något skäl inte kunde utföra sina uppgifter fungerade drotsen som ställföreträdare och utövade hans dömande och verkställande befogenheter. Ämbetet tillsattes nu endast temporärt när kungen var omyndig eller vistades utomlands. Många drotsar fick stor makt, särskilt Bo Jonsson (Grip). Efter att Bo avled 1386 tillsattes ingen ny drots i Sverige fram till Engelbrektsupproret 1435-1442 när Krister Nilsson (Vasa) var drots. Erik av Pommern tvingades i sin kungaförsäkran 1436 att fastslå att när han inte var i Sverige skulle en drots utöva högsta makten över rättsväsendet. Under resten av medeltiden omtalas Karl Knutsson (Bonde) som drots i ett arvsrättsdokument. Ämbetet nämns i år 1441 och 1476 års kungaförsäkringar.
I Danmark och Norge överlevde ämbetet inte medeltiden. Danmarks siste titulerade drots Henning Podebusk avled 1387 eller 1388 och Norges siste drots Ogmund Finsson avled 1388. Ämbetet återuppstod där senare med titeln rikshovmästare.

## Den tidigmoderna perioden
I Sverige återupplivades drotsämbetet av Johan III 1569 under benämningen Rikets drots, men då bara som en hederstitel utan formell makt. Då Svea hovrätt inrättades 1614 blev riksdrotsen hovrättspresident. 1660 ändrades detta och riksdrotsen erhöll i stället högsta inseendet över landets justitieväsende, och skulle därutöver i rådets sektion för justitieärenden företräda kungen.
Under Karl XI:s regering ändrades titeln till Kunglig majestäts drots. När Magnus Gabriel De la Gardie avsattes från posten 1684 avskaffades ämbetet i Sverige. Men det återuppstod från 1787 till 1809, då Carl Axel Wachtmeister utnämndes till posten. Då var riksdrotsen även överpresident över hovrätterna och alltså chef för hela det svenska rättsväsendet. Ämbetet avskaffades för gott genom antagandet av 1809 års regeringsform och ersattes till stor del av justitiestatsministern.

## Sveriges riksdrotsar
| Namn och ätt                                       | Sköld                       | Porträtt                                                                             | Födelse                 | Tillträde                  | Frånträde                                                     | Död                                | Källor |
| -------------------------------------------------- | --------------------------- | ------------------------------------------------------------------------------------ | ----------------------- | -------------------------- | ------------------------------------------------------------- | ---------------------------------- | ------ |
| Ulf Karlsson (Ulv) Ulvätten                        |                             | saknas                                                                               | Okänt                   | 1276                       | 1280                                                          | 1281                               | SR     |
| Knut Matsson (Lejonbjälke) Lejonbjälke             |                             | saknas                                                                               | Okänt                   | 1280                       | 1288                                                          | 1289                               | SR     |
| Magnus Ragvaldsson Peter Ragnvaldssons ätt         |                             | saknas                                                                               | Okänt                   | 1288                       |                                                               |                                    | SR     |
| Tyrgils Knutsson Tyrgils Knutssons ätt             |                             | saknas                                                                               | Okänt                   | Före 1290                  | 1291                                                          | 1306 (avrättad)                    | [ 6 ]  |
| Abjörn Sixtensson Sparre av Tofta                  |                             | saknas                                                                               | Okänt                   | 1302 drots åt hertig Erik  | 17 maj 1304 omnämns ej i källorna mellan detta datum och 1307 |                                    |        |
| Abjörn Sixtensson Sparre av Tofta                  |                             | 8 januari 1307 drots åt hertig Valdemar återigen omnämnd i källorna från detta datum | 1310                    | 1310                       |                                                               |                                    |        |
| Leonard Ödesson Örnfot                             |                             | saknas                                                                               | Okänt                   | Okänt                      | senast 1311                                                   | tidigast 1310                      | [ 7 ]  |
| Knut Jonsson Aspenäsätten                          |                             | saknas                                                                               | Okänt                   | 1311                       | 1314                                                          | 1347                               |        |
| Johan von Brunkow von Brunkow                      |                             | saknas                                                                               | Okänt                   | Slutet av 1314             | Sommaren 1318                                                 | Omkring 1 november 1318 (avrättad) |        |
| Mats Kettilmundsson Mats Kettilmundssons ätt       | Mats Kettilmundssons sigill | saknas                                                                               | Okänt                   | 27 juni 1318               | Före 25 november 1319                                         | 11 maj 1326                        |        |
| Knut Jonsson Aspenäsätten                          |                             | saknas                                                                               |                         | 1322                       | 1333                                                          | 1347                               |        |
| Gregers Magnusson Bjälboättens oäkta gren          |                             | saknas                                                                               | Okänt                   | Två perioder på 1330-talet | Två perioder på 1330-talet                                    | Okänt                              |        |
| Nils Abjörnsson (Sparre av Tofta) Sparre av Tofta  |                             | saknas                                                                               | Okänt                   | 1335                       | 1337                                                          | 1359                               |        |
| Nils Turesson Bielke                               |                             | saknas                                                                               | Okänt                   | 1344                       | 1351                                                          | 1364                               |        |
| Bo Jonsson Äldre Gripätten                         | Ätten Grips vapensköld      | saknas                                                                               | Senast i början av 1335 | 1371                       | 20 augusti 1386                                               | 20 augusti 1386                    |        |
| Krister Nilsson Vasaätten                          |                             | saknas                                                                               | Omkring 1365            | 1435                       | 29 april 1441                                                 | 29 april 1441                      |        |
| Karl Knutsson (Bonde) Bonde                        |                             |                                                                                      | 1408 eller 1409         | före 1441                  | efter 1441                                                    | 1470                               |        |
| Per Brahe d.ä. Braheätten                          |                             |                                                                                      | Maj 1520                | Januari 1569               | 1590                                                          | 1 september 1590                   |        |
| Nils Göransson Gyllenstierna Gyllenstierna         |                             |                                                                                      | 1526                    | Juli 1590                  | 1595                                                          | Oktober 1601                       |        |
| Mauritz Stensson Leijonhufvud Leijonhufvud         |                             |                                                                                      | 10 september 1559       | 1602                       | 23 november 1607                                              | 23 november 1607                   |        |
| Magnus Brahe Braheätten                            |                             |                                                                                      | 25 september 1564       | 1612                       | 4 mars 1633                                                   | 4 mars 1633                        |        |
| Gabriel Gustafsson Oxenstierna Oxenstierna         |                             |                                                                                      | 15 juni 1587            | 13 juni 1634               | 27 november 1640                                              | 27 november 1640                   |        |
| Per Brahe d.y. Braheätten                          |                             |                                                                                      | 18 februari 1602        | 14 april 1641              | 12 september 1680                                             | 12 september 1680                  |        |
| Magnus Gabriel De la Gardie De la Gardie           |                             |                                                                                      | 15 oktober 1622         | 18 september 1680          | 1684                                                          | 26 april 1686                      |        |
| Carl Axel Wachtmeister Wachtmeister af Johannishus | (fullständigt vapen)        |                                                                                      | 9 maj 1754              | 12 december 1787           | 1809                                                          | 5 april 1810                       |        |
| Namn                                               | Sköld                       | Porträtt                                                                             | Födelse                 | Tillträde                  | Frånträde                                                     | Död                                | Källor |

## Danmarks riksdrotsar
| Namn                               | Bild | Födelse | Tillträde | Frånträde | Död        | Källor |
| ---------------------------------- | ---- | ------- | --------- | --------- | ---------- | ------ |
| David Thorstensen Hak Hak          |      |         |           |           | 1302       | [ 8 ]  |
| Claus van Lembek von Lembeck       |      |         | 1340-1366 |           |            | [ 9 ]  |
| Henning Podebusk Podebusk (Putbus) |      |         | ?-1388    |           | avled 1388 | [ 9 ]  |
| Namn                               | Bild | Födelse | Tillträde | Frånträde | Död        | Källor |